# قواعد التصوف (كتاب)
'قواعد التصوف هو كتاب في التصوف للمؤلف الإمام أحمد زروق. ويعتبر أحد الكتب التي ألفت في علم التصوف. وهو كتاب صغير الحجم إلا أنه كان جامعاً لما يحتاج إليه السالك في طريق الزهد والتزكية.
كان مؤلف الكتاب من فقهاء الصوفية ومنظريهم، الذين قوموا المعوج من أمر جهلة المتصوفة وعوامهم، وسلك في هذا مسلك الغزالي والإمام أحمد الرفاعي والشعراني.
وقد حدد الشيخ زروق المقصد من تأليف كتابه قائلا:" فالقصد بهذا المختصر وفصوله تمهيد قواعد التصوف وأصوله، على  وجه يجمع بين الشريعة والحقيقة، ويصل الأصول والفقه بالطريقة."
و قد استطاع  "بما يملك من قدرات عقلية ومن موسوعة علمية أن يصل إلى مراده وأن يقرب المدلول الصوفي إلى المدلول الفقهي، وأن يبعد عنه كثيرا من مظاهر الغموض والإبهام والالتباس."

## منهج الكتاب
إن كتاب "قواعد التصوف"، لا غنى للباحث عنه في التصوف الإسلامي ؛ إذ ينطلق من الوحي ويحتكم  إليه، وهو  المنهج الذي أبرزه المؤلف  في صفحات كتابه. 
الذي يعد؛ " تأصيلا وتقعيدا شرعيا للتربية الصوفية الملتزمة بالكتاب والسنة، ذلك أن الشيخ زروق هو أحد المتصوفة المغاربة الذين عرفوا بتقيدهم بالوحي تأصيلا وممارسة."
و المنهج المعتمد في  الكتاب وسطي معتدل؛ لأن صاحبه تميز بفكره الوسطي المعتدل في تصوفه؛ وهذا طابع يطبع التصوف المغربي عموما."

## مضمون الكتاب
يضع الإمام زروق في هذا الكتاب أكثر من 40 قاعدة، يهدف من خلالها إلى ضبط علم التصوف وضمان عدم انحرافه عن أصول الشريعة. ويُعرف التصوف بأنه "الصدق مع الله واتباع السنة".
يبرز الكتاب أهم الأسس التي يقوم عليها السلوك الصوفي، مثل:
- لزوم العلم قبل العمل.
- الإخلاص في النية.
- محاسبة النفس ومخالفة الهوى.
- التحقق بمقامات التوبة والزهد والتوكل والصبر.
- الحذر من الادّعاء والغلوّ والانحراف عن السنة.

ويؤكد المؤلف أن كل حقيقة تخالف الشريعة فهي زندقة، وأن التصوف الصحيح لا يمكن أن يُفهم خارج إطار الالتزام بالكتاب والسنة.

## مقتطفات من الكتاب
- قال الإمام زروق في القاعدة الخامسة والثلاثين: فغلاة المتصوفة كأهل الأهواء من الأصوليين وكالمطعون عليهم من المتفقهين، ويُرد قولهم ويُيجتنب فعلهم ولا يُترك المذهب الحق الثابت بنسبتهم له وظهورهم فيه.
- قال في القاعدة السادسة والعشرين: ولم يكف التصوف عن الفقه بل لا يصح دونه ولا يجوز الرجوع منه إليه وإن كان أعلى مرتبة فهو أسلم وأعم منه مصلحة.